# École des beaux-arts de Saint-Étienne
L'école des beaux-arts de Saint-Étienne est une ancienne école des beaux-arts de Saint-Étienne dans le département de la Loire. L'ancienne école est partiellement inscrite (pour ses façades, toitures, serre, jardin, parcelle) au titre des monuments historiques par arrêté du 12 décembre 2013.
L'École supérieure d'art et design Saint-Étienne y donnait des cours jusqu'en 2007 lors de son déménagement à la Cité du design.